# 라파엘 드와메나

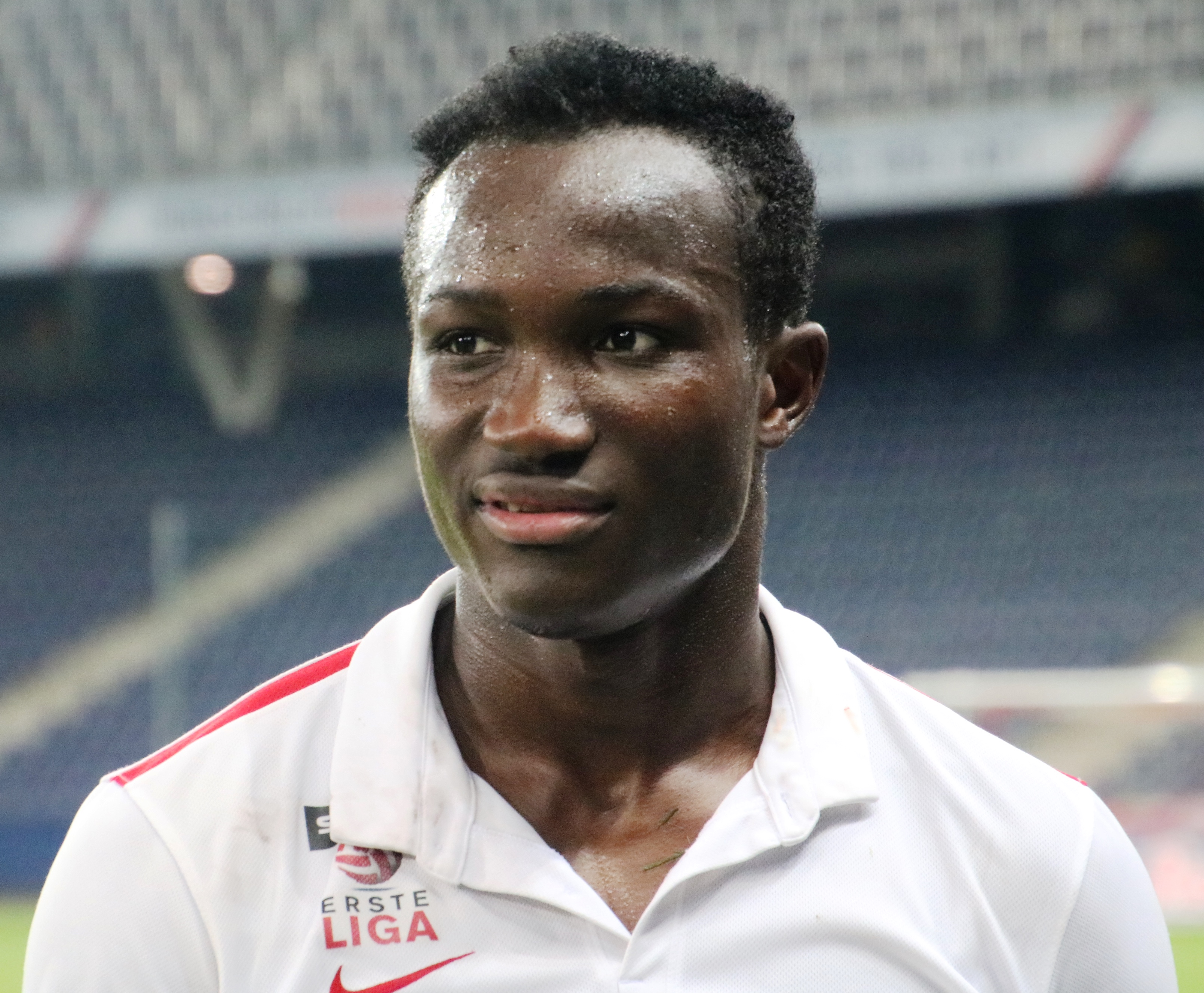
2016년 모습

라파엘 드와메나(Raphael Dwamena, 1995년 9월 12일 – 2023년 11월 11일)는 가나의 프로 축구 선수였으며 공격수로 활약했다.

## 클럽 경력

### 초기
은카우카우에서 태어난 드와메나는 레드불 가나 개발 프로그램을 통해 플레이하고 훈련했다. 프랑스 크루아에서 열린 국제 토너먼트에서. 2013년에 드와메나는 RB 가나 U17 팀의 은메달 달성을 도왔으며 토너먼트 최우수 선수로 선정되었다. 가나로 돌아오기 전, 드와메나와 그의 팀 동료인 데이비드 아탕가는 FC 레드불 잘츠부르크에서 1주간의 테스트를 위해 먼저 오스트리아로 여행을 떠났다.
드와메나는 2014년 1월 잘츠부르크 유소년팀에 합류해 즉시 U18 대표팀에 영향을 미쳤다. 6월 한 대회에서는 4경기에서 7골을 넣었다. 잘츠부르크는 3위로 마감했지만 골든슈를 수상했다.

## 사망
2023년 11월 11일, KF 에그나티아 소속의 드와메나는 알바니아 수페르리가에서 에그나티아와 파르티자니 경기 전반 23분에 심정지로 쓰러졌다. 카바헤 병원으로 가는 길에 28세의 나이로 사망했다. 이후 알바니아의 모든 경기가 연기되거나 일시 중단됐다.